# Acidiella longipennis
Acidiella longipennis är en tvåvingeart som beskrevs av Friedrich Georg Hendel 1914. Acidiella longipennis ingår i släktet Acidiella och familjen borrflugor. Inga underarter finns listade i Catalogue of Life.